# Josef Swickard
Joseph Swickard (ur. 26 czerwca 1866 w Koblencji, zm. 29 lutego 1940 w Hollywood, Los Angeles) – aktor filmowy i teatralny pochodzenia niemieckiego.
Do czasu rozpoczęcia współpracy z Davidem Griffithem w 1912 roku, występował na scenie teatralnej. W 1914 roku wystąpił w kilku filmach Macka Sennetta. Zagrał w dwóch filmach z Charlie Chaplinem – Wyprzedzić w teatrze i Charlie dentystą. Współpraca z Sennettem trwała do 1917 roku. Współcześnie jest znany głównie z roli w filmie Czterech jeźdźców Apokalipsy. Po pojawieniu się filmu dźwiękowego, jego kariera zaczęła przygasać, występował głównie w filmach niskobudżetowych.
Był żonaty z aktorką Margaret Campbell.

## Filmografia
- 1914: Charlie i chronometr
- 1914: Charlie jako malarz
- 1914: Charlie dentystą
- 1914: Charlie w teatrze
- 1914: Zabawny romans Charliego i Loloty
- 1921: Czterech jeźdźców Apokalipsy
- 1939: Cieszmy się życiem